# ボーディン・ワッカ
ボーディン・ワッカ（Beaudein Waaka、1994年1月27日 - ）は、ジャパンラグビーリーグワンマツダスカイアクティブズ広島に所属するラグビーユニオン選手。

## プロフィール
- ニュージーランドファカタネ（英語版）出身。
- ポジションはスタンドオフ(SO)、ウィング(WTB)、センター(CTB)。
- 身長 181 cm、体重 93 kg
- 妹のステイシー・フルーレー(旧名、ステイシー・ワッカ)は女子ラグビー選手[1]。
- 7人制ニュージーランド代表に選ばれたことがある[2]。

## 略歴
ポバティーベイ、タラナキ、マンリー、ニューイングランド・フリージャックスを経て、2022年、コベルコ神戸スティーラーズに加入。
2023年1月21日に行われたJAPAN RUGBY LEAGUE ONE第1節クボタスピアーズ船橋・東京ベイ戦にて途中出場で日本での公式戦初出場を果たした。同年5月、ニューイングランド・フリージャックスに復帰。同年、マツダスカイアクティブズ広島に加入。